# Коркодинов, Семён Иванович
Князь Семён Иванович Коркодинов (? — 1582) — голова, воевода, наместник и боярин Земского двора во время правления Ивана Грозного
Из княжеского рода Коркодиновы. Представитель младшей ветви смоленских князей, выходец из «литвы дворовой». Старший сын князя Ивана Юрьевича Коркодинова. Внук родоначальника князей Коркодиновых — князя Юрия Ивановича по прозванию Коркода. Имел братьев, князей и голов: Ивана, Михаила и Никиту Ивановичей.
Коркодинов — «крокодейлос» — с греч. «крокодил», «коркота» — судороги, спазмы, кашель. «Коркода князь Юрий Иванович Жижемский, 2-я половина XV века, от него князья Коркодиновы».

## Биография
В марте 1544 года первый голова в первом Сторожевом полку в походе на казанские места.
В 1559 году первый голова при втором воеводе Большого полка в Ливонском походе, в марте первый голова Большого полка в походе против крымского хана Девлет-Гирея I, при слуге князе Воротынском.
В январе 1560 года при походе на ливонский город Алыст и окружным местам четвёртый голова при первом воеводе полка правой руки боярине и князе Шуйском, а по взятии города послан под Вильяном вторым головою при втором воеводе и боярине Басманове в полку правой руки.
В 1561—1562 года второй воевода в Великих Луках.
В 1570—1582 годах входил в Земский двор.
В 1570—1571 годах годовал вторым воеводою в Смоленске. В июле 1570 года со смоленскими помещиками, дорогобужанами проводил до границы литовских послов Я. Скротошина с товарищами.
В апреле 1574 года первый воевода Большого полка у наряда в войске на берегу Оки и в Серпухове.
В 1575—1576 годах в войске на берегу Оки, а затем в царском походе против Девлет-Гирея, первый воевода у обоза в Калуге.
В 1573—1574 годах наместник в Новгороде Северском.
В 1577 году глава Пушкарского приказа, в земском боярском списке.
В 1577 году поставлен головою сторожей дозирать, в апреле в Ливонском походе второй воевода у пушек, в августе второй воевода в Куконосе (Кокенгаузене).
В 1577—1578 и 1578—1579 годах — третий осадный воевода в Куконосе, откуда ходил на помощь Линеварду, против осадивших город литфляндцев.
В 1580 году первый воевода в Орле, а в мае велено ему сходиться за Окою у Святого Антония и быть воеводою в Передовом полку с князем Лобановым.
В 1581-1582 годах — первый воевода в Новосиле, под которым был убит татарами.
Убит татарами зимой 1582 года.
Владел вотчиной в Поротовском стане Можайского уезда пустошь, что была деревня Старковская.

## Семья
От брака с неизвестной имел детей:
- Князь Коркодинов, Гавриил Семёнович — дворянин, воевода, посол.
- Князь Коркодинов Фёдор Семёнович — первый воевода в Тюмени (1616-1620), бездетен.
- Князь Коркодинов Иван Семёнович.

## Критика
Ни в одной из указанных родословных книг в разделе Литература, князь Семён Иванович не указан с титулом — боярин. Данный титул не указан и у В.В. Богуславского.